# Elof Hansson
Elof Hansson, är ett handelshus som har sitt huvudkontor vid Första Långgatan i Göteborg och som 2008 hade en omsättning på 6,9 miljarder kronor. Verksamheten drevs under Elof Hanssons levnad som dennes enskilda firma men ägs idag av en stiftelse.
Grundaren, Elof Hansson (1869-1955), var född i Tottarp, Skåne var först anställd hos firman F.A. Neubauer i Hamburg men startade 1897 egen verksamhet i denna stad.
Strax efter sekelskiftet 1900 blev pappersmassa Elof Hanssons strategiska handelsprodukt, sedan kontakter etablerats med den japanska firman Mitsui & Co. Redan 1910 hade cellulosan blivit Elof Hanssons helt dominerande produkt. Den svarade då för cirka 90 procent av omsättningen och har under hela 1900-talet utgjort basen i handelshusets verksamhet,  År 1905 öppnade firman ett kontor i London.
Fram till första världskriget gick Elof Hanssons cellulosaleveranser i första hand till Japan och i andra hand till USA. Vid krigsutbrottet 1914 bröt Elof Hansson upp från Hamburg och flyttade firman till Göteborg, som var landets främsta exporthamn för massa och papper. På grund av sitt tyska förflutna uppfördes Elof Hansson på engelsmännens svarta lista, vilket slog särskilt hårt mot firmans massaleveranser till de transoceana marknaderna. Som ett motdrag till svartlistningen, påbörjade Elof Hansson 1917 export av papper till Tyskland och Österrike, som ett nytt affärsområde. Näst efter pappersmassa har papper därefter blivit handelshusets viktigaste produkt.
Efter Elof Hanssons död 1955, tog en av hans söner över verksamheten, Sven Hansson och 1972 var det yngste sonens tur, Bo-Elof Hansson.